# TextWrangler
TextWrangler – edytor tekstu na platformę OS X, na licencji freeware, stworzony przez firmę Bare Bones Software. Program ma funkcję kolorowania składni w językach ANSI C, C++, Fortran, Java, Object Pascal, Objective-C, Perl, Python, Rez, Tcl, TeX.
Od 2019 roku program już nie jest rozwijany, ponieważ nie był kompatybilny z macOS 10.13 i nowszymi, a jego użytkownikom zaproponowano przejście na inny program tego samego producenta, BBEdit.